# Creative Works Records
Creative Works Records ist ein unabhängiges Schweizer Plattenlabel.

## Geschichte
Das Label Creative Works Records wurde 1983 von Mike Wider in Root im Kanton Luzern gegründet. Wider, der damals ein Tonstudio in Luzern mit aufgebaut hatte und als Musikproduzent tätig war, nahm auf seinem ersten Album den amerikanischen Altsaxophonisten Marion Brown auf. Mit der Solo-LP bereiste er dann Plattengeschäfte und auch eine Messe in Paris, wo er wegen seines Engagements vom französischen Kulturminister Jack Lang persönlich willkommen geheissen wurde.
Seither veröffentlicht das Label zwischen zwei und vier Produktionen jährlich. Insbesondere moderner und zeitgenössischer Jazz und Avantgarde-Musik werden veröffentlicht. Das Label wird von Wider nebenberuflich geführt und ist nicht gewinnorientiert konzipiert: Erwirtschaftete Gewinne fliessen immer in vollem Umfang in die nächsten Produktionen.

## Konzept des Labels
Bei dem Label veröffentlichten Musiker wie Corin Curschellas, Urs Blöchlinger, John Wolf Brennan, Christy Doran, Urs Leimgruber, Evan Parker, Alfred Harth, Marion Brown, Bernd Konrad, Peter Schärli, Ned Rothenberg, Hans Kennel, Lucas Niggli, Tscho Theissing und Franz Koglmann. Auch Alben der verstorbenen Musiker Klaus Koch und Werner Lüdi wurden von dem Label verlegt. Sowohl Tonträger als auch DVDs sind erschienen.
Derzeit liegt der Schwerpunkt bei Schweizer Musikern der Jazz- und Improvisationsszene, wie Luigi Archetti, Christy Doran, Mathias Rissi/Guerino Mazzola/Heinz Geisser oder Peter A. Schmid, und den Schweizer Komponisten, die sich um Marianne Schroeder und Brennan in der Groupe Lacroix (u. a. Zusammenarbeit mit dem Moscow Rachmaninov Trio aus Russland und dem Ensemble Sortisatio aus Deutschland) zusammengeschlossen haben. Zur Philosophie des Labels gehört es heute, „eine Band oder einen Künstler über mehrere Jahre zu begleiten und ihm die Möglichkeit zu bieten, sich in verschiedenen Zeitabständen mit unterschiedlichen Projekten vorzustellen.“ So wurden vom Label u. a. John Wolf Brennans fünf Soloalben für Klavier ebenso wie seine Werkschau I.N.I.T.I.A.L.S. veröffentlicht.
Dabei setzt das Label darauf, die Musiker über einen längeren Zeitraum aufzubauen, ohne deren künstlerische Freiheit zu beschneiden. Zitat Wider: „Bei gewissen Produktionen bin ich bereits beim Entstehungsprozess dabei, aber ich bin nicht einer, der überall dreinredet. Mit ist jedoch wichtig, dass ich zu den Musikern einen persönlichen Draht finde.“ Anders als bei vielen anderen Labels verbleiben die Rechte bei den Musikern.